# Orangemen’s Day

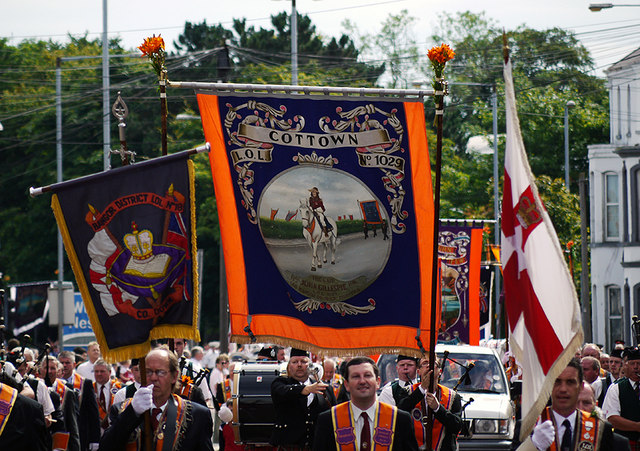
Orangemen-Parade in Bangor, 12. Juli 2010

Der Orangemen’s Day (auch „Oranier-Tag“, in Nordirland auch The Twelfth, die Nacht davor Eleventh Night) am 12. Juli ist ein arbeitsfreier, gesetzlicher Feiertag in Nordirland sowie in der kanadischen Provinz Neufundland und Labrador. Er wird zudem von protestantischen Gruppen in den USA, England und Schottland begangen.

## Geschichtlicher Hintergrund des Feiertags
Der Orangemen’s Day erinnert an die Schlacht am Boyne im Jahr 1690. Damals siegte Wilhelm III. von England mit einer militärischen Übermacht über Jakob II. Die Schlacht gilt als symbolischer Triumph der Protestanten über die Katholiken. Aufgrund dessen wird der Feiertag nicht von allen Nordiren gefeiert.

## Bräuche

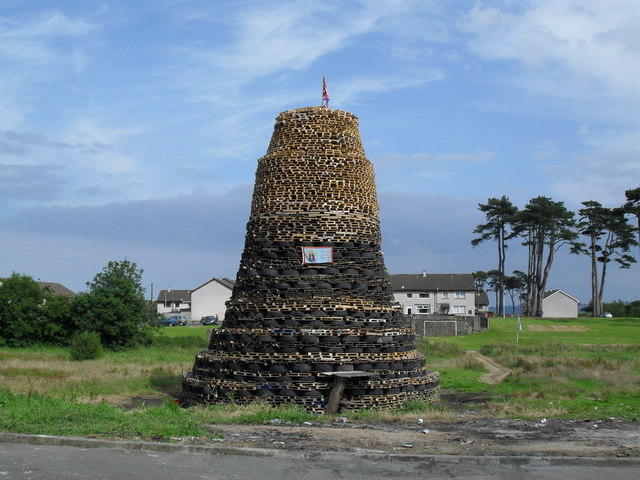
Holzstoß für ein Freudenfeuer von Ulster-Loyalisten in der Nacht vor dem Orangemen’s Day, Newtownabbey, 2009

Der Oranier-Orden („Orangemen“) und andere Unionisten feiern den Sieg von damals und organisieren Gedenkmärsche. Zu diesem Anlass gibt es eine feste Kleiderordnung für die Marschierenden, die einen schwarzen Anzug und Hut, weiße Handschuhe sowie eine orangefarbene Schärpe vorsieht. Während der Prozession tragen die Teilnehmer Banner mit Symbolen ihres Ordens oder Auszügen aus der Bibel. Im Anschluss an den Marsch finden Familientreffen, Picknicks und Tanzveranstaltungen statt.
Während Behörden und Ämter an diesem Tag geschlossen bleiben oder zumindest verkürzte Öffnungszeiten haben, gibt es im öffentlichen Nahverkehr sowie in den Geschäften diesbezüglich keinerlei Einschränkungen.

## Konfliktpotenzial
Konflikte und Auseinandersetzungen zwischen protestantischen Oraniern und Katholiken während der Feierlichkeiten blieben in der Vergangenheit nicht aus. Bis 1998 marschierten die Oranier durch die Garvaghy Road in Drumcree, einem Ortsteil von Portadown, in der fast ausschließlich Katholiken wohnen. Gegendemonstrationen mit teils blutigen Ausschreitungen waren die Folge. Seit 1998 ist es den Oraniern daher verboten, durch das betroffene Viertel zu marschieren. Außerdem verminderte die Entspannung im Nordirlandkonflikt nach dem Karfreitagsabkommen in den vergangenen Jahren die Zusammenstöße.